# Лижний спорт

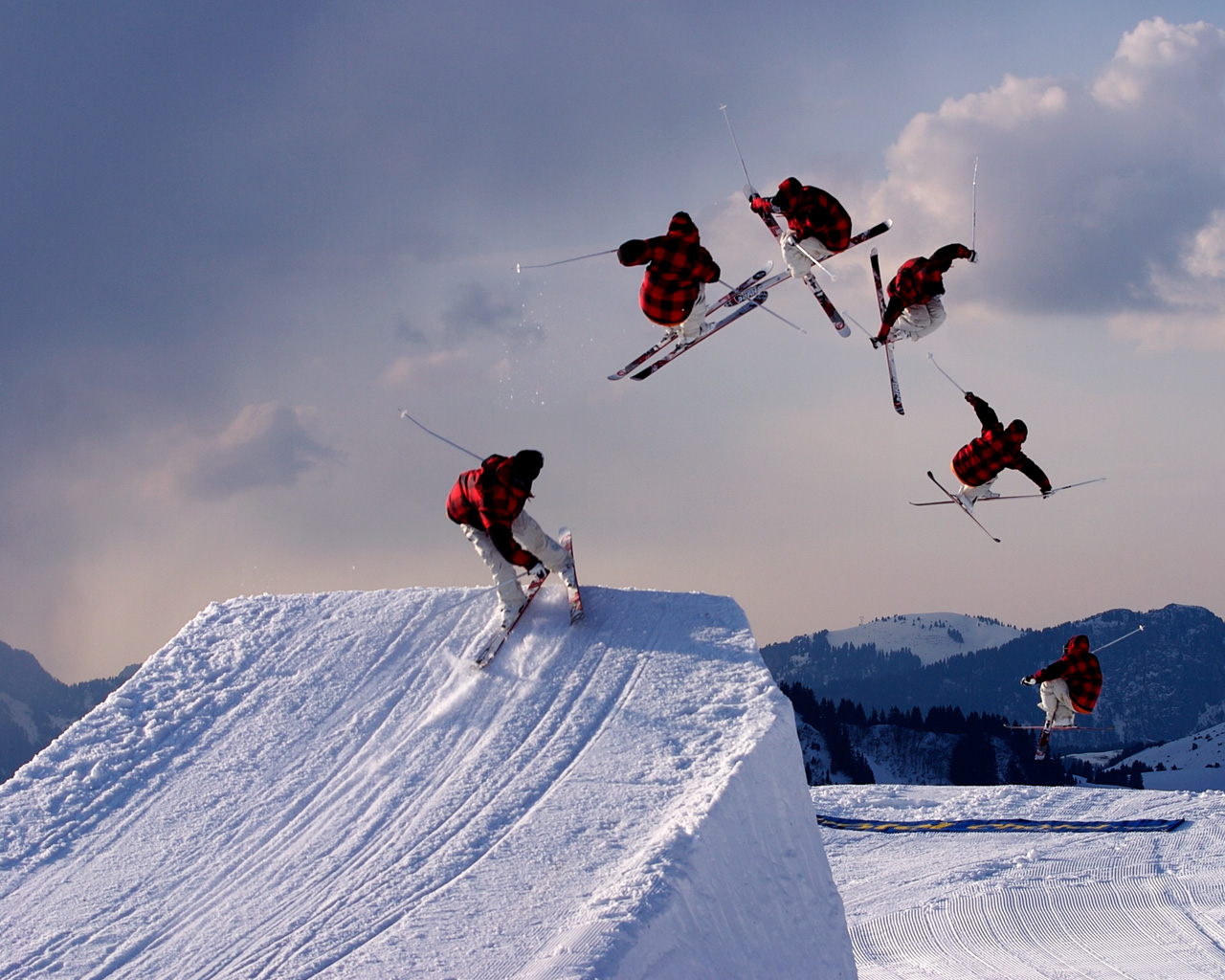
Фристайлери

Ли́жний спорт, нартівництво, лещета́рство — загальний термін для позначення видів спорту, в яких використовуються лижі або сноуборд. До лижних видів спорту належать лижні перегони, гірськолижний спорт, стрибки з трампліна, лижне двоборство, фрістайл, скікрос, сноубординг, а також інші види спорту — такі, як лижний туризм, лижний альпінізм, лижний екстрім тощо.
Розвитком більшості дисциплін лижного спорту опікується Міжнародна лижна федерація (FIS — Fédération Internationale de Ski), однак деякі дисципліни мають свої окремі федерації. В Україні питаннями лижного спорту опікується Федерація лижного спорту України.